# Ceres (selos)
Ceres é um conjunto de emissões base (ou ordinárias) de selos de Portugal após a implantação da Républica, a primeira das quais em 1912, substituindo assim os selos com a efígie do Rei D. Manuel II com a sobrecarga Républica, que circulavam desde 1910. 

## Portugal Continental
A série foi desenhada por Constantino de Sobral Fernandes e gravada por José Sérgio de Carvalho e Silva, e figura o desenho da deusa grega Ceres, de frente, com a inscrição "REPUBLICA PORTUGUESA" no topo e "CORREIO" por baixo da figura respectivamente. 
Várias séries foram emitidas entre 1912 e 1931, com diferentes valores e cores, sobrecargas e sobretaxas, e com várias reimpressões, causando assim um grande número de variedades sem igual na filatelia portuguesa. Destas, a mais fácil de reconhecer é a chamada Emissão de Londres de 1926 que que apresenta alterações no desenho, números e letras em relação às emissões da Casa da Moeda.
Estes selos foram substituídos em 1931 pela emissão Lusíadas, embora alguns dos selos continuassem a circular até 1945.

## Colónias

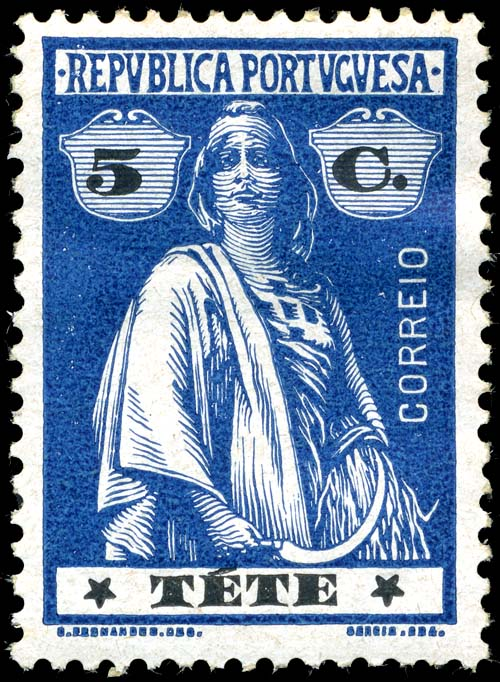
Selo de 5c Ceres de Tete em Moçambique

Foram feitas para as colónias em África, Índia Portuguesa, Macau e Timor emissões com a mesma figura mas diferente apresentação do valor do selo, que aparece em segunda impressão tal como o nome da colónia. Este desenho foi mais tarde alterado.

## Açores e Madeira
Nos Açores circulavam os selos do continente com uma sobrecarga adequada, enquanto a Madeira teve selos próprios. 